# Hana Sweid
Hana Sweid (en hébreu : דב חנין) est un homme politique israélien, né le 27 mars 1955 à Eilabun. Il est membre du Parti communiste israélien et de la coalition Hadash, et est député à la Knesset jusqu'en 2013.

## Biographie
Il vient d'une famille d'arabe chrétien. Il devient ingénieur à l'Université de Reading en Angleterre.